# Osiedle Piastowskie (obszar SIM)
Osiedle Piastowskie – jednostka obszarowa utworzona w 2008 roku na potrzeby Systemu Informacji Miejskiej (SIM) w Poznaniu, wchodzi w skład większej jednostki obszarowej Rataje. Znajduje się na terenie osiedla samorządowego Rataje.

## Obszar
Według Systemu Informacji Miejskiej granice Osiedla Piastowskiego przebiegają od wschodu: od Ronda Rataje ulicą Ludwika Zamenhofa na południe do Ronda Starołęka, od południa: od Ronda Starołęka ulicą Hetmańską do mostu Przemysła I, od zachodu: od mostu Przemysła I rzeką Wartą do mostu Królowej Jadwigi, od północy: od mostu Królowej Jadwigi ulicą Bolesława Krzywoustego do Ronda Rataje.  

## Ulice[2]
- ul. Rataje
- ul. Juracka
- ul. Wioślarska
- ul. Obrzyca
- ul. Na Skarpie
- ul. Szczytnicka

## Ważniejsze obiekty
- Skwer Milana Kwiatkowskiego
- Szkoła Podstawowa nr 3 im. Bolesława Krzywoustego, os. Piastowskie 27[3]
- Sportowa Szkoła Podstawowa nr 14 im. Władysława Łokietka, os. Piastowskie 65[4]
- Liceum Ogólnokształcące nr 14 im. Kazimierza Wielkiego, dawna Szkoła Podstawowa nr 31[5], os. Piastowskie 106[6]
- Kościół Nawrócenia św. Pawła Apostoła, os. Piastowskie 79
- Apartamentowiec Pelikan, os. Piastowskie 120
- Dom Ciesielczyków
- Zespół Szkół Samochodowych, ul. Ludwika Zamenhofa 142
- Kapliczka świętego Antoniego z Dzieciątkiem Jezus
- Park Nad Wartą
  - Wielkoformatowa mapa sentymentalna osiedla Piastowskiego na miejscu dawnej plenerowej makiety Rataj

## Galeria zdjęć

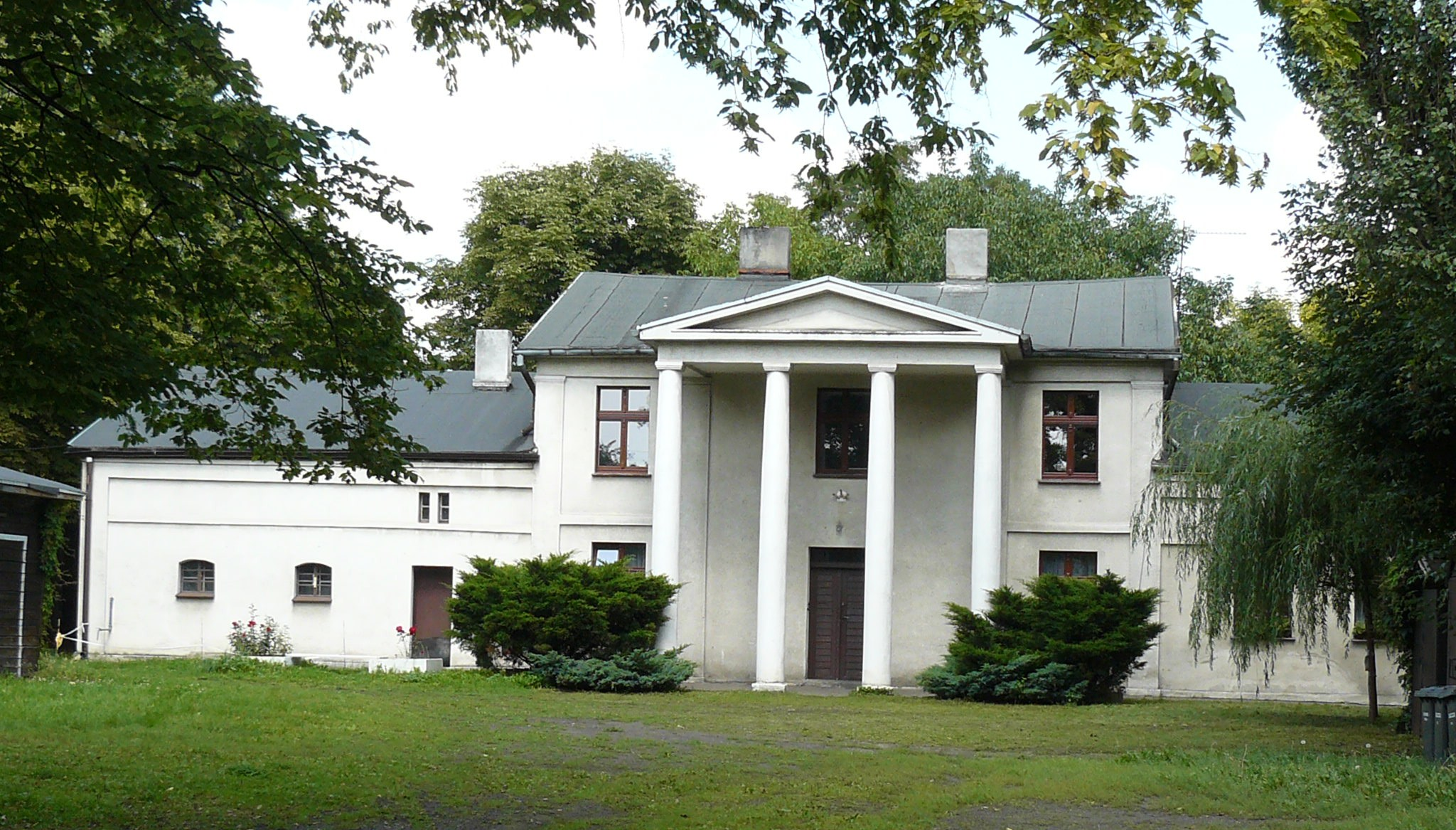
Dom Ciesielczyków (2011)
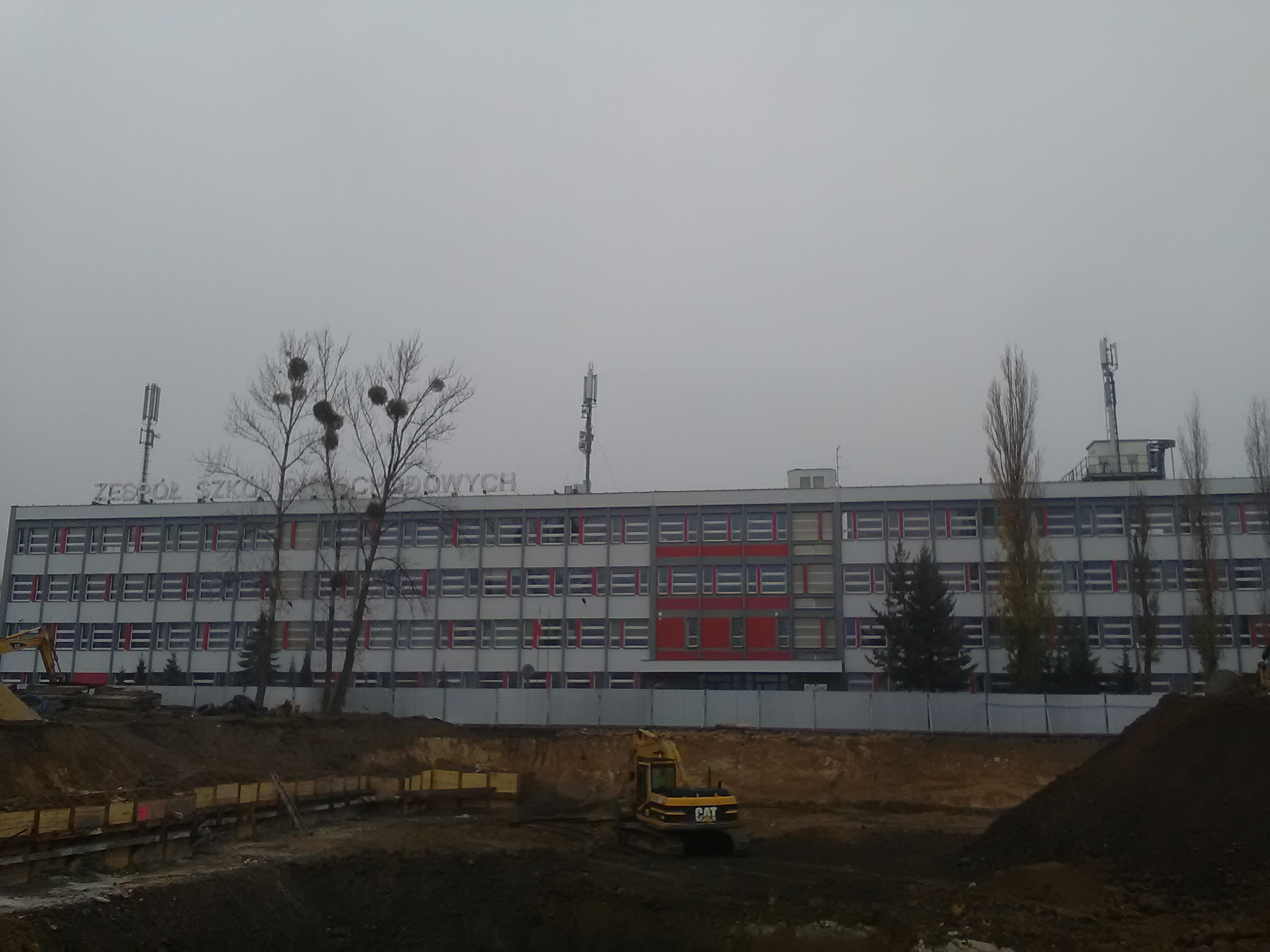
Zespół Szkół Samochodowych (2018)
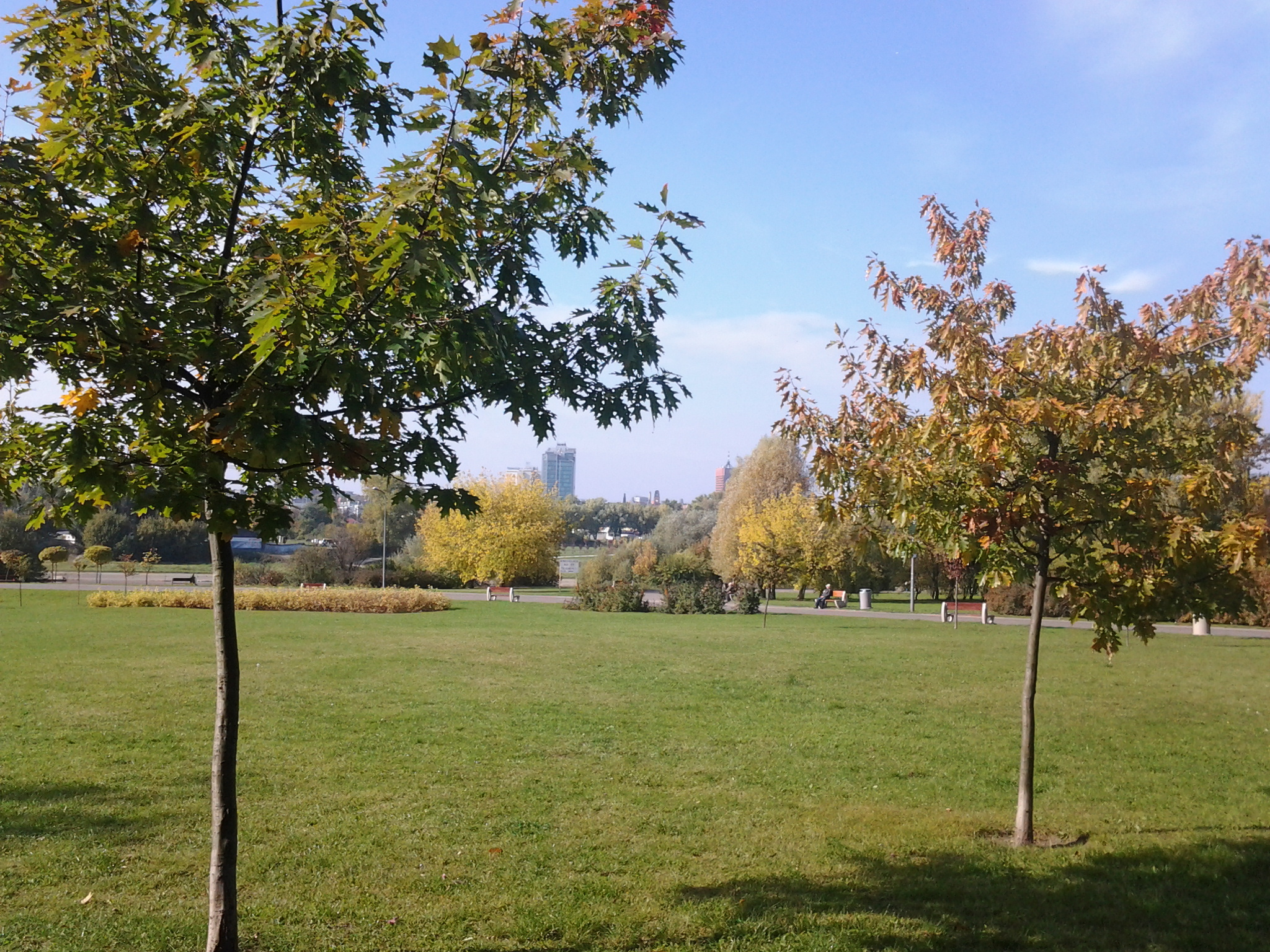
Park Nad Wartą (2013)
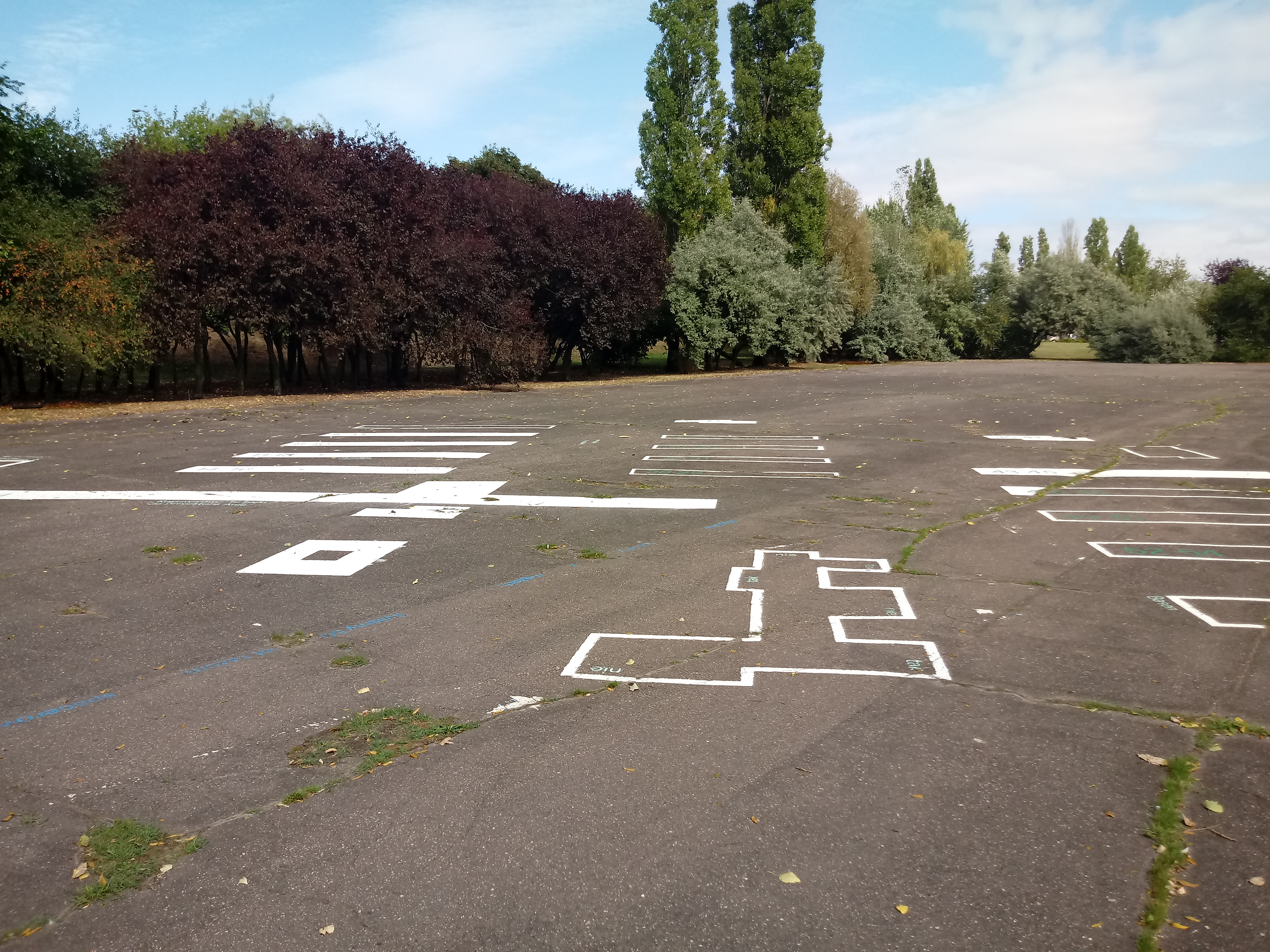
Część wielkoformatowej mapy sentymentalnej Osiedla Piastowskiego w miejscu dawnej plenerowej makiety Rataj (2018)
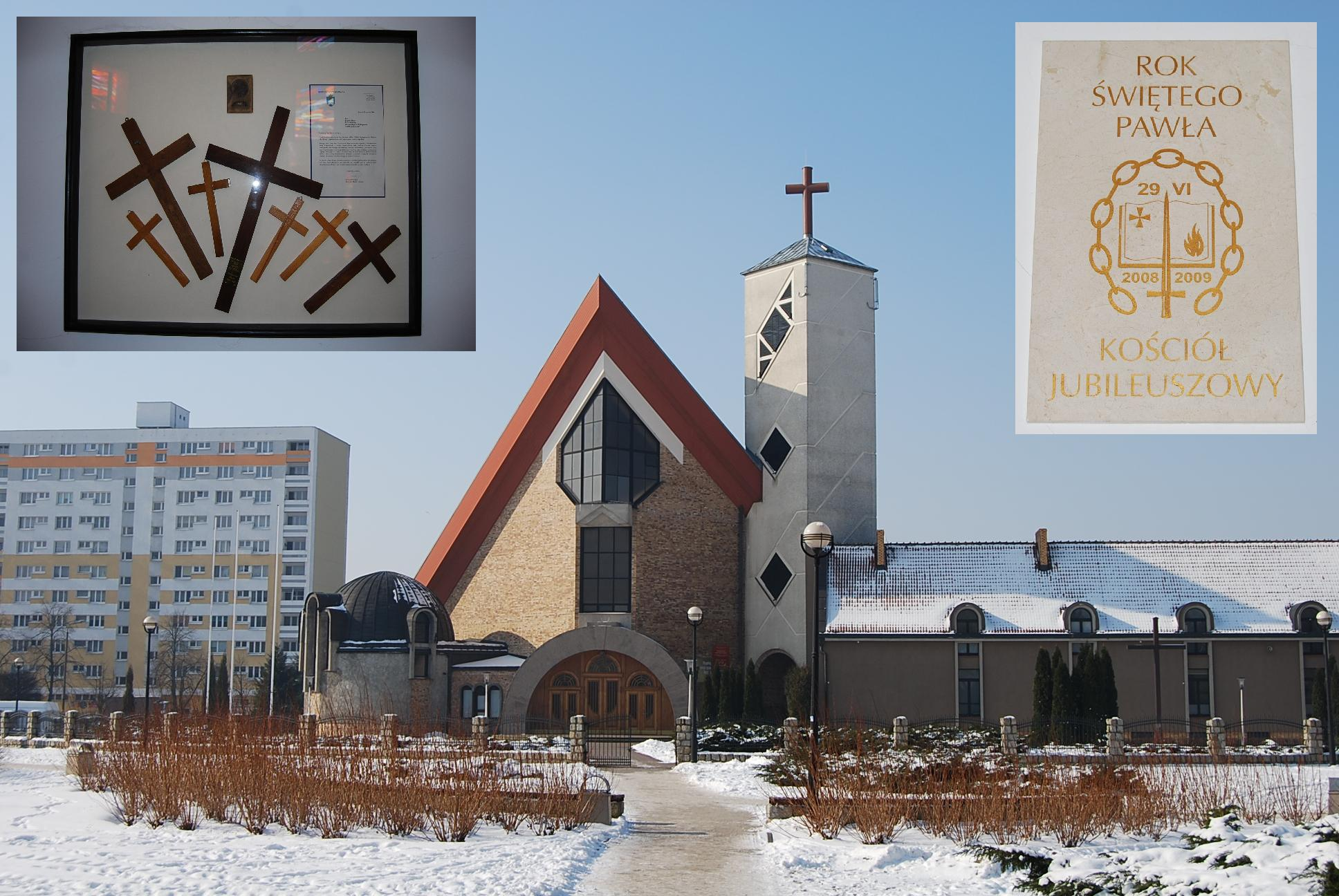
Kościół pw. Nawrócenia św. Pawła Apostoła, siedem krzyży i tablica pamiątkowa (2011)
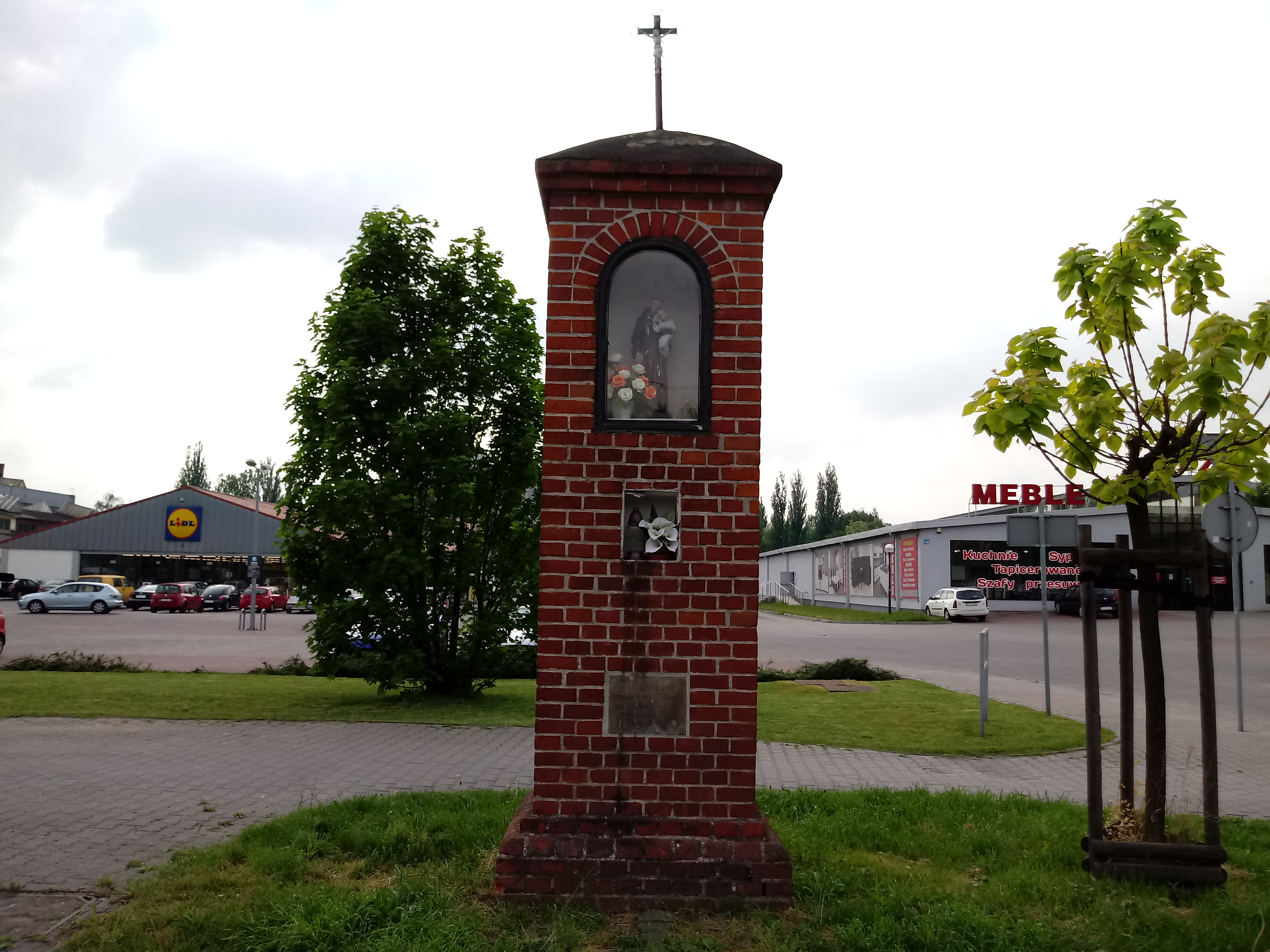
Kapliczka św. Antoniego z dzieciątkiem Jezus, w tle od lewej: sklep Lidl i salon meblowy Bodzio (2018)
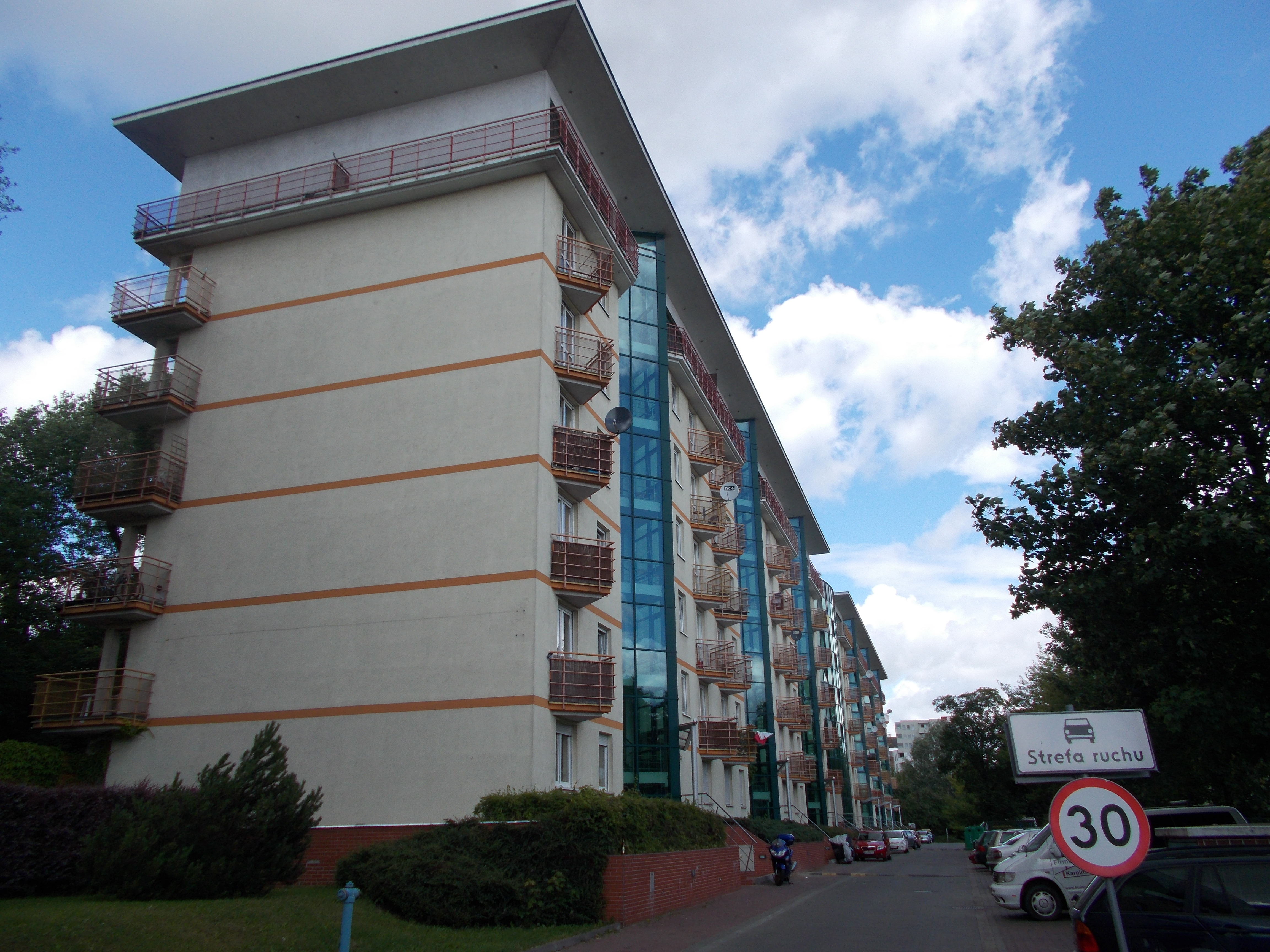
Ulica Rataje (2014)
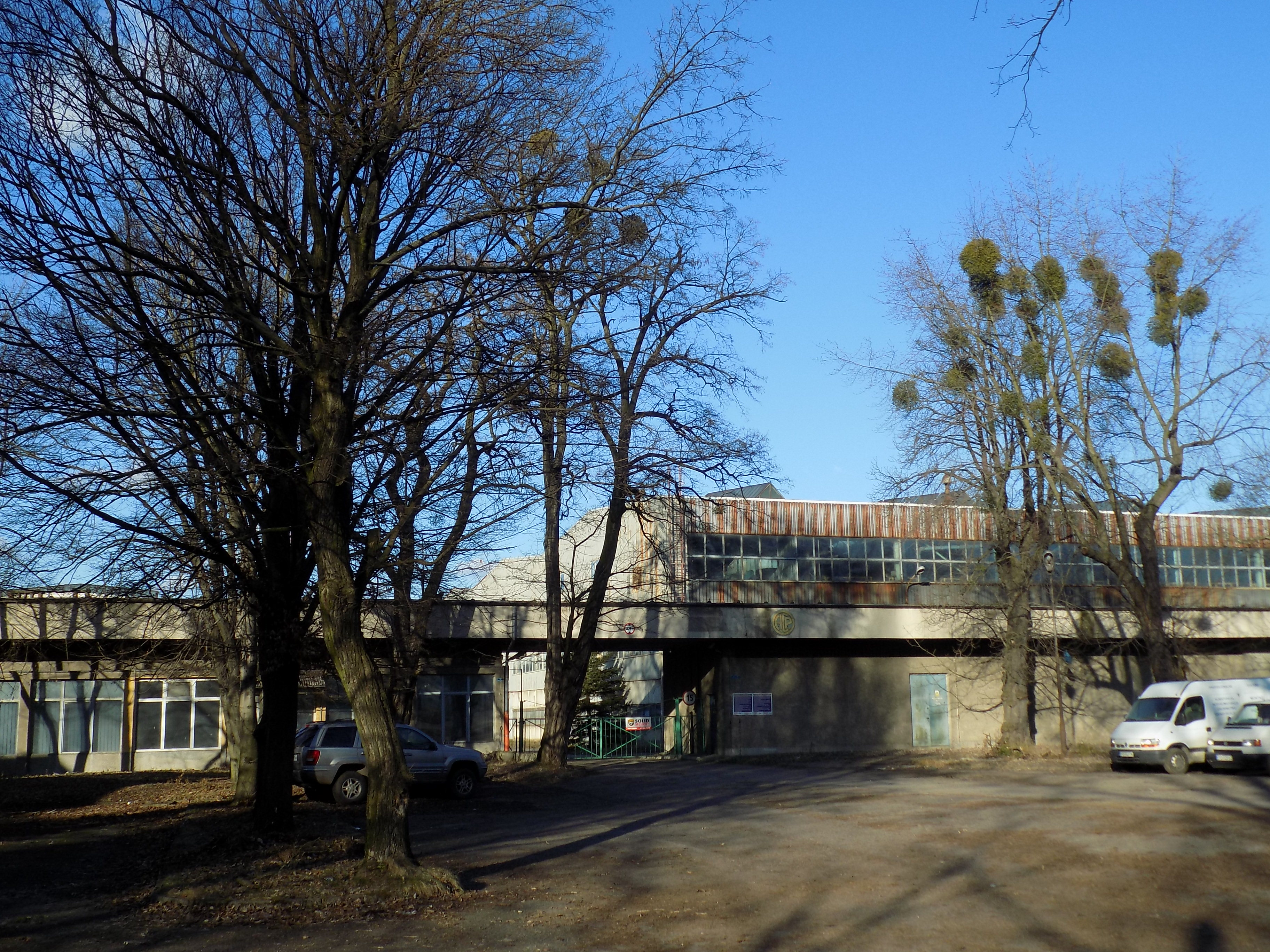
Zakłady Hipolita Cegielskiego wydział 5 (2018)